# Коростелёв, Георгий Алексеевич
Георгий Алексеевич Коростелёв (1885 — 1932) — советский партийный деятель. Член РСДРП с 1905 года, в 1924—1925 годах кандидат в члены ЦК РКП(б).

## Биография
Сын крестьянина, брат Александра Коростелёва. С 12 лет работал учеником в мастерской, с 14 лет — на заводе. Принимал активное участие в революционной деятельности, неоднократно арестовывался, находился в ссылке. В  1905 году вступил в РСДРП, а в октябре того же года избран в Самарский совет рабочих депутатов. Во время подготовки выбора делегата на Лондонский съезд партии был арестован. По освобождении переехал в Оренбург. В 1910 был вновь арестован и выслан на 2 года в Вологодскую губернию. По возвращении в Оренбург продолжил подпольную работу на железной дороге.
Участник Гражданской войны, с января 1918 член Оренбургского ВРК. С 1919 председатель Оренбургского СНХ, с 1920 секретарь исполкома Оренбургского губернского совета, комиссар Туркестанской железной дороги.
С сентября 1921 по октябрь 1924 ответственный секретарь Киргизского (Казахского) обкома РКП(б), в 1922—1924 секретарь Киргизского бюро ЦК РКП(б). С октября 1924 по 1925 секретарь Вятского губкома РКП(б). В 1924—1925 кандидат в члены ЦК РКП(б).
В 1925—1929 председатель Московской губернской контрольной комиссии РКП(б). В 1929 член Коллегии Наркомата рабоче-крестьянской инспекции РСФСР.
В 1925—1932 член ЦКК ВКП(б), в 1926—1930 член Президиума ЦКК ВКП(б), с июля 1930 по 1932 член Партийной коллегии ЦКК ВКП(б).
Делегат Х и XIII Всероссийских съездов Советов рабочих, крестьянских, казачьих депутатов, избирался членом ВЦИК.
Умер 17 марта 1932 года в Москве, похоронен на Новодевичьем кладбище.
В Оренбурге и Самаре именем братьев Коростелёвых названы улицы.